# Фломська залізниця
Фломська залізниця (норв. Flåmsbana) — залізниця на Заході Норвегії, одна з ліній Бергенської залізниці завдовжки 20,2 км. Має найбільший у Європі кут підйому. Проходить через долину Фломс до Согнефіорду. Зараз дорога виконує переважно функції туристичного об'єкту, завдяки мальовничості пейзажів через які вони проходить.

## Маршрут

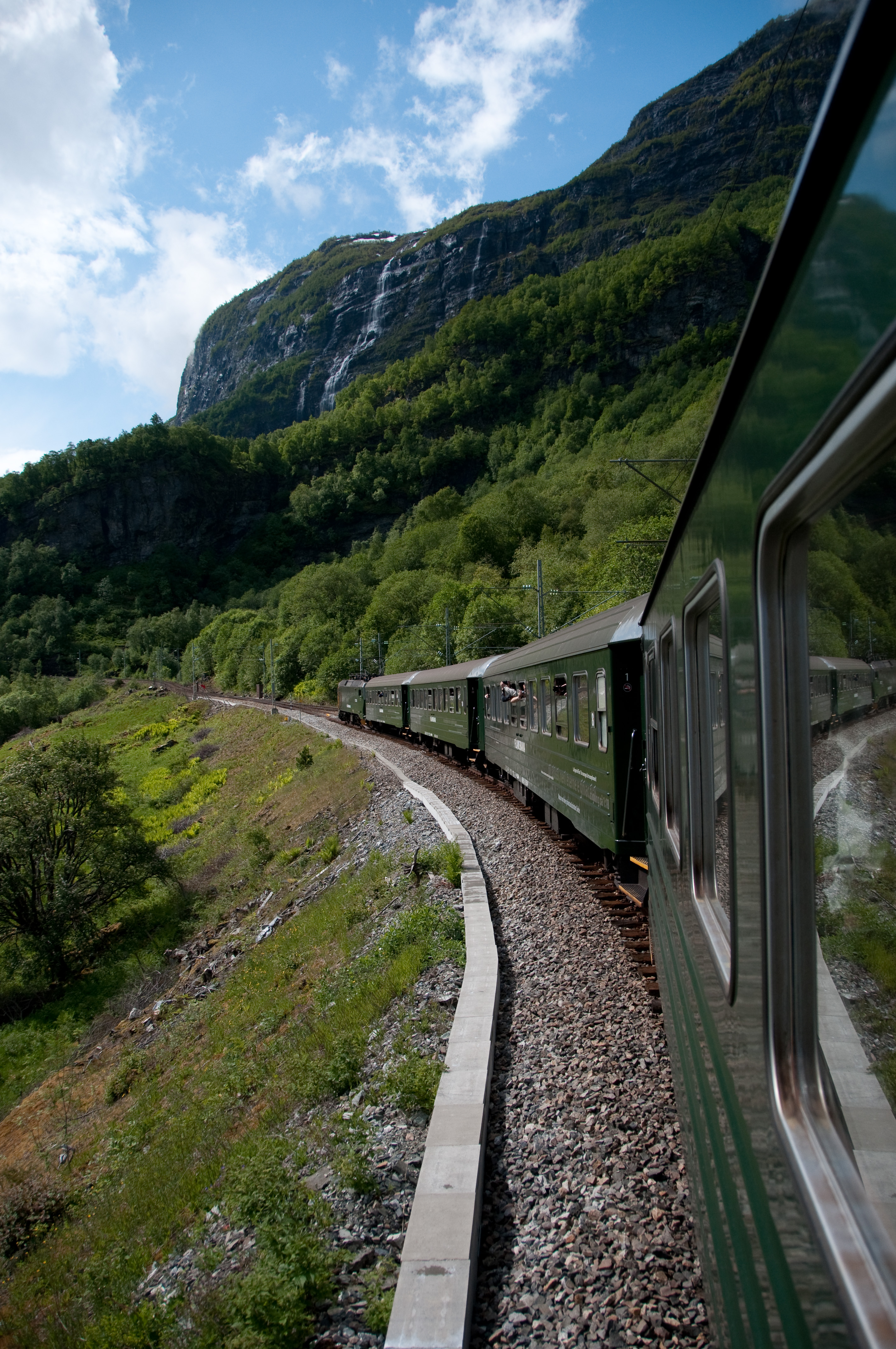
Потяг на лінії

Залізниця проходить через 10 станцій, 20 тунелів та 1 міст:
- станція Флом знаходиться на висоті 2 метра над рівнем моря. Населення міста близько 450 осіб. Через Флом проходить автомобільна траса у Осло та Берген;
- станція Лунден знаходиться на висоті 16 метрів над рівнем моря, за 18.6 км від Мюрдалу та 1.4 км від Флому;
- станція Хорейна знаходиться на висоті 48 метрів над рівнем моря, за 17.21 км від Мюрдалу і 2.79 км від Флому. Тут відкривається панорама Фломсдален з хуторами та Фломську церкву, спруджену в 1667 році, гору Вибменосі (висота 1260 метрів), водоспад Рюандефоссен висота 140 метрів);
- станція Далсботі знаходиться на висоті 200 метрів над рівнем моря, за 13.9 км від Мюрдалу та 6.1 км від Флому. Південніше знаходиться хутір Стювісетхауген, збудований на величезному камені. Інший камінь утворює природний міст через річку;
- станція Береквам знаходиться на висоті 343 м. над рівнем моря, за 10.5 км від Мюрдалу та 9.5 км від Флому. Тут є дві колії, що дозволяє потягам розминатись;
- станція Мюрдал знаходиться на висоті 865,5 м. над рівнем моря. Триколійна станція з якої, також, відправляються потяги в Осло та Берген.

Максимальний градієнт лінії підйому складає 5,5%. Максимально допустима швидкість руху вгору складає 40 км/год, а вниз - 30 км/год.

## Історія
Ідея будівництва залізниці, що сполучала б найбільші норвезькі міста Осло та Берген була запропонована Андреасом Глоерсеном. Проект передбачав також дві лінії, що відгалужувались до систем фіордів. Будівництво основної лінії було завершено у 1909 році. 
Перші інженерні дослідженні для Фломської лінії були проведені в 1893 році. Прогнозований пасажиропотік становив 22 000 на рік. В результаті було запропоновано збудувати вузькоколійну залізницю (ширина рейок 1067 мм), довжиною 18 км. Оціночна вартість проекту склала 3,3 мільйона норвезьких крон. У 1904 році було запропоновано кардинально інший маршрут до Согнефіорду довжиною 47,93 км. За оцінками вартість складала 3,5 мільйонів норвезьких крон. Третій варіант пропонував збудувати комбіновану лінію трамваю та фунікулеру вартістю 800 000 норвезьких крон, але він був відкинутий через побоювання неможливості роботи взимку.
Після тривалих дискусій та досліджень європейських залізниць було обрано перший варіант. Остаточний проект вартістю 5,5 млн крон був підготований у 1913 році. Але процес остаточного затвердження тривав до 1923 року, коли було вирішено, що лінія має бути електричною. Остаточна вартість зросла до 14,5 млн крон, у зв'язку з інфляцією після Першої світової війни. 1,2 млн, з цієї суми, сплачувались з бюджетів місцевих громад.

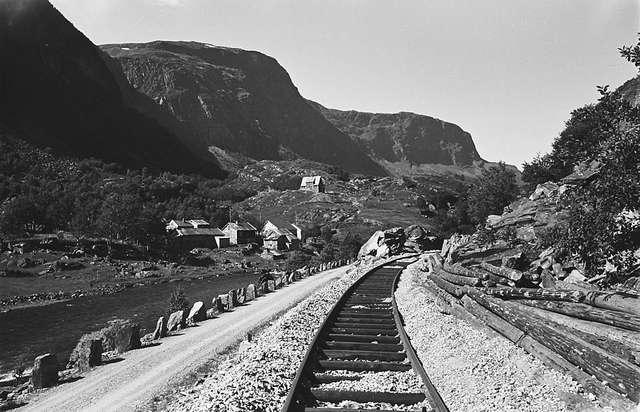
Будівництво залізниці. 1939 рік

У 1924 році починається будівництво лінії. Найбільші складнощі були пов'язані зі спорудженням тунелів. 18 з 20 тунелів прокладалися вручну. Метр прокладки тунелю займав місяць робіт будівельників. З метою уникнення ділянок з підвищеним ризиком обвалів, залізниця  тричі перетинає річку і дно долини. Відмовившись від будівництва мостів, будівельники змінили русло річки, проклавши його в тунелях під залізницею. У 1939 році залізницею тричі на тиждень почав курсувати вантажний потяг. 
Німці, під час окупації Норвегії, прагнули запустити на цій лінії паротяги. Для цього вони збільшили кількість будівельників з 58 до 195 осіб. 1 серпня 1940 року на лінії почалось регулярне перевезення вантажів. Пасажирські поїзди почали працювати 10 лютого 1941 року, курсувало два потяги в кожному напрямку на день. Час у дорозі становив 65 хвилин на схилі та 80 хвилин на підйомі. 
Загальна вартість будівництва склала близько 26 651 900 доларів США.
25 листопада 1944 року почали курсувати електровози норвезької залізниці.
Після відкриття лінія набула широкої популярності серед туристів та місцевих жителів, а також використовувалась як основна транспортна артерія для вантажних перевезень. Однак в 1991 році, після відкриття Гудвагенського тунелю, кількість пасажирів значно зменшилася і лінія стала збитковою. У 1997 році було вирішено передати лінію у власність спеціально створеній фірмі Flåm Utvikling, 49% якої належало норвезькій залізниці, а 51% - місцевій комуні. Ця фірма взяла на себе питання залучення пасажирів та формування цін, вона сплачує норвезькій залізниці собівартість перевезень та утримання лінії ,а решту прибутку залишає собі. 

## Сучасний стан
Зараз це один з найпривабливіших туристичних об'єктів. У 2010 році залізниця перевезла 547 000 пасажирів Лінія належить та управляється Норвезькою національною адміністрацією залізниць, однак цінами на квитки та маркетинг займається муніципальна влада, тому вартість проїзду тут значно вища ніж загалом на норвезьких залізницях. З травня по вересень у кожному напрямку на день відбувається дев'ять або десять відправлень,  решту року - чотири.Використовуються локомотиви на електричній тязі збудовані 1987 році.